# Panajot Chitovo
Panajot Chitovo (Bulgaars: Панайот Хитово) is een dorp in het noordoosten van Bulgarije. Het dorp is gelegen in de gemeente Omoertag in de oblast Targovisjte. Het dorp ligt hemelsbreed 23 km ten zuidwesten van Targovisjte en 249 kilometer ten noordoosten van Sofia.

## Bevolking
Op 31 december 2020 telde het dorp Panajot Chitovo 238 inwoners. Het aantal inwoners vertoont al tientallen jaren een dalende trend: in 1946 woonden er nog 1.037 personen in het dorp.
| Bevolkingsontwikkeling tussen 1934 en 2020          |
| --------------------------------------------------- |
|                                                     |
| Bron: Nationaal Statistisch Instituut van Bulgarije |

In het dorp wonen nagenoeg uitsluitend etnische Turken. In de optionele volkstelling van 2011 identificeerden 259 van de 279 ondervraagden zichzelf als etnische Turken - oftewel 92,8% van alle ondervraagden. 19 ondervraagden noemden zichzelf etnische Bulgaren en één ondervraagde heeft geen etnische achtergrond gespecificeerd.
| Etnische samenstelling van de respondenten (2011) | Etnische samenstelling van de respondenten (2011) | Etnische samenstelling van de respondenten (2011) | Etnische samenstelling van de respondenten (2011) | Etnische samenstelling van de respondenten (2011) |
| ------------------------------------------------- | ------------------------------------------------- | ------------------------------------------------- | ------------------------------------------------- | ------------------------------------------------- |
|                                                   |                                                   |                                                   |                                                   |                                                   |
| Bulgaren                                          | Bulgaren                                          |                                                   | 6,8%                                              | 6,8%                                              |
| Turken                                            | Turken                                            |                                                   | 92,8%                                             | 92,8%                                             |
| Roma                                              | Roma                                              |                                                   | 0,0%                                              | 0,0%                                              |
| Anders/Onbekend                                   | Anders/Onbekend                                   |                                                   | 0,4%                                              | 0,4%                                              |

Belomortsi · Balgaranovo · Dolna Choebavka · Dolno Kozarevo · Dolno Novkovo · Goljamo Tsarkvisjte · Gorna Choebavka · Gorno Kozarevo · Gorno Novkovo · Gorsko Selo · Ilijno · Kamboerovo · Kestenovo · Kozma Prezviter · Krasnoseltsi · Mogilets · Obitel · Oegledno · Omoertag · Panajot Chitovo · Panitsjino · Petrino · Plastina · Ptitsjevo · Padarino · Parvan · Rositsa · Ratlina · Stanets · Taptsjilesjtovo · Tsarevtsi · Tserovisjte · Tsjernokaptsi · Velitsjka · Velikdentsje · Verentsi · Veselets · Visok · Vrani Kon · Zelena Morava · Zmejno · Zvezditsa